# Fondation Villa Datris
 (novembre 2022).
Il peut être nécessaire de l'améliorer pour respecter le principe de neutralité de point de vue. 

 (février 2020).
 (juillet 2023).
La Fondation Villa Datris ou Fondation Villa Datris pour la sculpture contemporaine, est une fondation d'art consacrée à la sculpture contemporaine. Ses fondateurs, Danièle Kapel-Marcovici et Tristan Fourtine, créent ce lieu en 2011 à L’Isle-sur-la-Sorgue, dans le Vaucluse,.
Ce projet s’amorce tout d'abord en 2010 avec l’acquisition d’une grande demeure provençale datant de la fin XIXe siècle à L’Isle-sur-la-Sorgue et par la création d’un fonds de dotation. Depuis son inauguration en 2011, la Fondation Villa Datris propose chaque année une nouvelle exposition thématique, présentant à la fois des artistes émergents et des artistes internationaux,. Sa vocation est de démocratiser l'accès à l’art contemporain, en menant notamment une politique de gratuité depuis sa création, tout en étant attentif à la diversité et à l’évolution de cette discipline.

## Histoire de la villa
L’histoire de cette bâtisse commence en 1870 quand les frères Léon et Eugène Geoffroy font construire une villa, reliée par un bras de la Sorgue à la maison d’enfance de René Char. Cette villa est ensuite acquise par Albert Gassier, qui en 1966 fonde la première foire aux antiquaires de L’Isle-sur-la-Sorgue ; il sera à l’origine du marché hebdomadaire à la brocante encore en vigueur aujourd’hui. Puis Michel Biehn, un antiquaire et écrivain passionné par la Provence acquiert la villa. À son tour, il organise dans sa maison la vente de ses collections personnelles autour de l’histoire de la mode, du textile et des costumes du monde,.
En 2010, Danièle Kapel-Marcovici et Tristan Fourtine en font l'acquisition, la rénovent et la réhabilitent pour en faire un lieu d'exposition entièrement consacré à la sculpture contemporaine. Ils laissent apparaitre quelques traces de ce passé, comme les sols en mosaïques de granito et parquets d’époque, les fenêtres à vitraux, les moulures aux plafonds... Le cabinet de toilette aux vasques de la fin XIXe siècle est devenu « cabinet de curiosités » ; la cuisine d’autrefois avec sa grande cheminée transformée en librairie d’art,. En complément de la demeure, les expositions se tiennent aussi dans les jardins : le jardin nord, qui constitue l'entrée de la Fondation et le jardin sud, en bord de Sorgue, composé d'une végétation provençale et méditerranéenne.
La volonté d'exposer uniquement des sculptures, plus que tout autre médium, leur est « apparu comme une évidence, en lien direct avec Tristan et son métier d’architecte », justifiant ce choix par « la multiplicité des points de vue qu’il offre et son occupation de l’espace ».

## Les expositions

### 2011: Sculptures Plurielles
Cette première exposition souhaite avant tout présenter la sculpture contemporaine dans une large diversité de matériaux : granit, carton, inox, bois, aluminium, néon, plexi, verre, ardoise, zinc, bronze, pierre, marbre, béton, résine ou acier. « Notre goût commun pour la sculpture abstraite nous a poussés à explorer la variété infinie des formes et des matériaux », explique Danièle Kapel-Marcovici. L'exposition accueille quelques artistes de renom tels que Arman, Richard Di Rosa, Tetsuo Harada, Philippe Hiquily et Peter Vogel.

### 2012: Mouvement et lumière
L'exposition se consacre à deux mouvements majeurs du XXe siècle : l’art cinétique et l’art optique. Si les fondateurs ont fait, dès le départ, le choix d'un certain éclectisme dans leurs expositions, ces mouvements restent très présents dans leurs sélections artistiques, ainsi que dans la collection qu'ils commencent alors à constituer,. L'exposition se veut également interactive et ludique, en présentant des œuvres évoluant selon les déplacements ou les actions des visiteurs, comme le proposent Miguel Chevalier, Yaacov Agam ou Alice Pilastre. Parmi les figures majeures de ces mouvements artistiques, étaient présentés Victor Vasarely, Ben, Carlos Cruz-Diez, Nicolas Schöffer ou encore Jesús-Rafael Soto.

### 2013: Sculptrices
Le thème des sculptrices est cher à la fondatrice Danièle Kapel-Marcovici, féministe engagée dans la lutte du droit des femmes - engagement que l'on retrouve à travers sa fondation d'entreprise la Fondation Raja : Agir pour les femmes,,.
La volonté d'une exposition 100 % féminine vient du constat que la parité artistique est loin d'être habituelle dans les musées et lieux culturels. Conçue comme une « exposition-manifeste », la fondatrice souhaite donner « une visibilité et une reconnaissance aux sculptrices qui revendiquent non pas un art « au féminin », mais la sculpture par les femmes »,,. Le discours est de souligner leur tempérament pionnier, leur spécificité et ce qu'elles ont apporté au monde de l'art,. Cette exposition a pour objectif de « réviser des préjugés fréquents dans l’art comme dans d’autres domaines. Je crois que les femmes revendiquent plus un droit à l’expression qu’un art féminin et que chacune s’exprime avec son propre talent ». La Fondation accueille entre autres : Rina Banerjee, Louise Bourgeois, Geneviève Claisse, Camille Claudel, Françoise Pétrovitch, Simone Boisecq, Katarzyna Kobro ou Ghada Amer,.

### 2014: Sculpture du Sud
La Fondation réunit des artistes du pourtour de la Méditerranée, qui s'inspirent de sa culture, de ses mythes et de ses légendes ; les propos se veulent historiques, culturels, sociologiques et mais aussi politiques, avec notamment l'évocation du Printemps Arabe ayant eu lieu entre 2010 et 2012. L'exposition évoque la richesse et la complexité de la Mer Méditerreanée, évoquée tour à tour comme un espace naturel et construit, un horizon d’appartenance et un ailleurs, mais aussi un espace d’échanges et de conflits. La fondatrice Danièle Kapel-Marcovici exprime sa volonté de montrer « un monde qui a ses racines mais qui est mouvant, changeant, ouvert, surprenant, parfois ludique, à l’image de notre monde contemporain dans ce qu’il peut avoir de meilleur ». L'exposition développe ainsi un discours plus actuel que les précédentes éditions, avec un message d'ouverture aux autres, d'acceptation de cultures multiples, notamment évoqué par César, Robert Combas, Yves Klein, Gaetano Pesce, Claude Viallat ou encore Joan Miró.

### 2015: Archi-Sculpture
En 2015, un hommage est rendu à Tristan Fourtine, architecte et cofondateur disparu en 2013. Regroupant 100 architectes et artistes, 95 sculptures et 25 maquettes, c'est alors l'exposition la plus ambitieuse la Fondation. L'idée est d'explorer les interactions et les influences qu'exercent ces deux univers de formes entre eux, ainsi que d'apporter une synthèse entre urbanisme, art et architecture, dans une approche plastique de l'espace. Les architectes tels que André Bloc, Shigeru Ban, Jean Nouvel, Sou Fujimoto ou Le Corbusier sont présentés aux côtés de sculpteurs comme Jean Dubuffet, Parvine Curie, Niki de Saint Phalle ou Liam Gillick.

### 2016: Sculpture en partage
Au fil des expositions, la Fondation fait l'acquisition de plusieurs sculptures, qui forment alors la Collection Fondation Villa Datris. « Nous n’avons pas eu la volonté de créer des ensembles historiques pour cette collection. Ce sont d’abord des choix personnels, loin des tendances et du marché de l’art », explique la fondatrice.
Dans une volonté de faire découvrir cette collection au plus grand nombre s'ouvre en 2014, à Paris, l'Espace Monte-Cristo. Puis vient l'idée en 2016 d'une vision rétrospective de cette collection, présentée pour la première fois sous la forme d'une exposition à part entière, intitulée Sculpture en partage. Celle-ci explore quatre tendances majeures de l'art contemporain : l'abstraction géométrique, l’art minimaliste, ainsi que les arts cinétique et optiques, chers aux fondateurs. Comme pour chaque édition, on retrouve des sculptures d'artistes internationaux tels que Yaacov Agam, Jesús-Rafael Soto, Vera Röhm, Niki de Saint Phalle ou Joana Vasconcelos, mais également des talents émergents dont Alexis Hayère, Laurent Perbos et Caroline Tapernoux.

### 2017: De nature en sculpture
Cette exposition a pour ambition de voir la nature telle qu’elle peut être perçue par les artistes contemporains, qu’elle soit un moyen d’expression ou une source d’inspiration. La confrontation de leurs univers révèle une nature tantôt paisible et merveilleuse, tantôt tumultueuse et inquiétante. Sculpteurs et sculptrices y dressent un constat critique des actions humaines sur l'environnement (ère industrielle, anthropocène, usure des matières premières, etc.). Conscients de cette dégradation, les artistes exaltent aussi la beauté formelle d'une nature en voie de disparition. L'exposition accueille 35 000 visiteurs. Du land art à l'arte porvera, la sélection artistique se veut une fois de plus la plus diversifiée possible, présentant notamment les œuvres de Hicham Berrada, Fabrice Hybert, Nils-Udo, Yayoi Kusama ou encore Johan Creten.

### 2018: Tissage/Tressage... quand la sculpture défile
Explorant la métamorphose du fil, du lien, du tressage et du nœud à travers la sculpture contemporaine, l'exposition présente une pluralité de techniques (tissage, broderie, tricot, crochet) et de matériaux (fibres, crin de cheval, osier, herbes, lianes, cuivre, synthétiques, métal...). Longtemps jugées périphériques, les pratiques textiles sont présentées comme outils d'affirmation, voire de revendication. Le parcours thématique oppose pratiques traditionnelles et modernes, rappelle l'appropriation des arts textiles au sein des mouvements féministes et évoque également les mouvements de l'art brut et de l'arte povera. On retrouve ainsi des artistes pionniers de la sculpture textile tels que Sheila Hicks (dont une rétrospective se termine alors au Centre Pompidou), Christian Jaccard, Magdalena Abakanowicz, Marinette Cueco, Josep Grau-Garriga. L'exposition accueille plus de 45 000 visiteurs.

### 2019: Bêtes de Scène
Cette neuvième exposition interroge les relations qu’entretiennent les humains avec les animaux. Les artistes y expriment leur attachement à la cause animale, mais aussi leurs préoccupations, « célébrant la beauté animale, l’élégance naturelle, la fluidité des corps et l’extravagance des parures ». C'est la plus grande exposition menée jusqu'alors avec 120 sculptures présentées. L'exposition accueille plus de 51 000 visiteurs, soit le record historique de fréquentation pour la Fondation. Pas moins de 85 artistes sont rassemblés, parmi lesquels Mark Dion, Wang Keping, Jean Tinguely, Ugo Rondinone, César, Barry Flanagan ou Annette Messager,,.

### 2020: Recyclage / Surcyclage
Pour sa 10ème exposition en 2020, la Fondation Villa Datris explore la thématique du recyclage dans la sculpture contemporaine, suscitant imagination et réflexion sur notre relation aux objets. Cette démarche écologique et créative témoigne de la prise de position des artistes face à la surconsommation et au gaspillage. La crise sanitaire a également renforcé l'importance de cette réflexion environnementale. L'exposition réunit des artistes de différentes générations, nationalités et styles, abordant de manière contemporaine les enjeux environnementaux mondiaux, tout en offrant un regard poétique sur le devenir des déchets produits par notre société.[réf. nécessaire]

### 2021: Sculpture en fête!
L'exposition "Sculpture en fête !" à la Fondation Villa Datris célèbre la Collection de la Villa Datris, rassemblant des sculptures d'artistes renommés tels que Victor Vasarely, François Morellet, Julio Le Parc, ainsi que des artistes contemporains tels que Joana Vasconcelos et Chiharu Shiota. Cette rétrospective de dix ans d'acquisitions et d'expositions offre une collection éclectique, ludique et inspirante, mettant en valeur des œuvres abstraites, figuratives, cinétiques, mobiles, lumineuses, colorées et numériques. Réunissant 126 artistes du XXème et du XXIème siècle, cette exposition propose une promenade à travers 156 œuvres, invitant les visiteurs à vivre une expérience artistique et émotionnelle riche, réfléchissant sur de multiples sujets et explorant divers univers artistiques.[réf. nécessaire]

### 2022: Toucher Terre
Elle présente des artistes historiques tels que Pablo Picasso et Fernand Léger, ainsi que des artistes contemporains internationaux tels que Miquel Barcelo, offrant ainsi une diversité électrique et joyeuse. L'argile, matière charnelle et universelle, incarne la liberté et la sensualité pour les artistes, leur permettant d'exprimer des engagements politiques ou sociétaux avec un langage unique. La céramique, en tant que médium alternatif, permet aux artistes de se reconnecter avec les énergies telluriques et la nature, explorant de nouvelles formes d'expression artistique, ludiques, baroques ou radicalement engagées. "Toucher Terre" met en lumière la capacité de la céramique à s'adapter à son époque et à transmettre l'empreinte et la mémoire créative de notre temps.

## L'Espace Monte-Cristo
La Collection Fondation Villa Datris est alors présentée dans un nouveau lieu, l'Espace Monte-Cristo, situé dans le 20e arrondissement de Paris, au no 9 de la rue Monte-Cristo. Il ne s’agit pas d’une deuxième fondation, mais d'un espace consacré à la collection permanente. Le bâtiment est particulièrement symbolique, car il s'agit du lieu historique de l'entreprise Raja, fondée en 1954 par Rachel Marcovici, mère de Danièle Kapel-Marcovici. Aujourd'hui aménagé en un loft industriel,, agrémenté de deux patios extérieurs, l'Espace Monte-Cristo organise des expositions thématiques en entrée libre.